# Лафаєтт-стріт
Лафаєт-стріт (англ. Lafayette Street) — головна вулиця з півночі на південь у Нижньому Мангеттені в Нью-Йорку. Бере початок на перехресті вулиць Рід-стріт і Центр-стріт, одним кварталом далі на північ від Чемберс-стріт. Потім вулиця з одностороннім рухом послідовно проходить через Чайна-таун, Маленьку Італію, Ноліта та Нохо і, нарешті, між сходом 9 та сходом 10 вулицями зливається з Четвертою авеню. За межами лівої смуги руху проходить буферна велосипедна доріжка. На північ від Спрінг-стріт Лафаєт-стріт прямує на північ (тільки до верхньої частини міста), на південь від Спрінг-стріт Лафаєт прямує лише на південь (центр міста).
Вулиця названа на честь маркіза де Лафаєта, французького героя Війни за незалежність США.

## Історія
Вулиця виникла як спекуляція нерухомістю Джона Джейкоба Астора, який купив великий ринковий сад у 1804 році за 45 000 доларів і здав частину ділянки в оренду французу на ім'я Жозеф Делакруа, який збудував популярний курорт і назвав його «Воксгол-Ґарденз» за аналогією з відомим курортом на околиці Лондона. Коли термін оренди закінчився в 1825 році, Астор прорізав нову вулицю, бульвар шириною 100 футів із трьох кварталів без перехресних вулиць, який починався на Астор-Плейс і закінчувався на Грейт-Джонс-стріт, яку він назвав Лафаєт-Плейс, щоб вшанувати пам’ять героя війни за незалежність, якого минулого року повернули в Америку із захопленням. Ділянки вздовж обох сторін нової вулиці швидко продавалися, заробляючи Астор у багато разів більше, ніж він заплатив за землю два десятиліття тому.